# Angelo Franke
Angelo Michele Franke (* 25. Mai 1966 in Palermo) ist ein deutscher Theater- und Fernsehschauspieler italienischer Herkunft.
Angelo Franke stand bereits auf einigen Theaterbühnen unter anderem in Köln, Dortmund und Düsseldorf. Außerdem spielte er bereits in einigen Kinofilmen, Spielfilmen und Fernsehserien mit. Von 1999 bis 2008 war er in der ARD-Soap Verbotene Liebe als Angelo Totti zu sehen.
Er studierte Sportwissenschaft an der Deutschen Sporthochschule in Köln und absolvierte eine Heilpraktiker-Ausbildung an der Deutschen Paracelsus Schule. Seit 1996 ist er als Marketing-Berater für verschiedene Unternehmen selbständig.
Von 2008 bis 2012 lebte er auf Teneriffa und leitete dort eine eigene Unternehmensberatung im Tourismus-Marketing, die „eurowellness.org“. Dort war er in Kooperation mit der TUI und dem TÜV Rheinland vor allem in der Hotelberatung tätig. Des Weiteren veranstaltete er im Bereich Destination-Management Trainingslager und Kongresse.
Seit 2012 steht er wieder in verschiedenen Produktionen in Deutschland vor der Kamera.

## Filmografie (Auswahl)
- 1993: Ein Mann für jede Tonart (Kinofilm)
- 1999: Ein Lied von Liebe und Tod – Gloomy Sunday (Kinofilm)
- 1999: Waschen, Schneiden, Legen (Kinofilm)
- 1999: Frauen und Aktien
- 2001: Die Camper
- 2001: Anke – ich kämpfe gegen Vorurteile
- 2005: Autobahn (Kinofilm)
- 1999–2008: Verbotene Liebe Rolle: Angelo Totti
- 2008: Four Singles
- 2009: Aktenzeichen XY … ungelöst
- 2012: Unter uns
- 2012: Ich bin boes
- 2012: Aktenzeichen XY … ungelöst
- 2013: Dahoam is Dahoam